# Hässelby strand
Pour la station de métro, voir Hässelby Strand (métro de Stockholm).
Hässelby strand est un quartier du district de Hässelby-Vällingby à Stockholm en Suède.

## Description
Hässelby Strand borde Hässelby gård, Hässelby villastad et Grimsta et de l'autre côté du lac Mälaren  la commune d'Ekerö. 
Le quartier a été constitué en 1954.
La station Hässelby Strand est le terminus ouest de la ligne verte du métro de Stockholm.
Elle est desservie par les rames de la ligne T19.
Elle est située à 18 km du centre-ville de Stockholm.

## Centrale de Hässelby
La centrale de Hässelby avec ses cheminées de 135 mètres de haut est une référence visible de loin et est un emblème de Hässelby. 
La construction de la centrale a commencé au milieu des années 1950 et a été mise en service en 1959 en tant que première centrale de chauffage urbain de la région de Stockholm.
Au début, les turbines étaient alimentées par du charbon. Dans les années 1960, elles sont passés au fioul, puis sont brièvement revenus à l’exploitation au charbon avant de convertir l’usine pour fonctionner aux pellets de biocarburant et au fioul dans les années 1980. 
Hormis les divers changements de combustible, peu de choses sont arrivées à l'intérieur et aux machines de l'usine au fil des ans. Aujourd'hui, Fortum exploite la centrale électrique.
La centrale électrique est une installation de production de base et une partie importante de l'approvisionnement électrique de Stockholm, elle est donc classée comme objet protégé soumis à une interdiction de photographie et d'imagerie.

## Lieux et monuments
- Radiohusen
- Hässelbyverket
- Radhusområdet Sjöträdgården

## Galerie

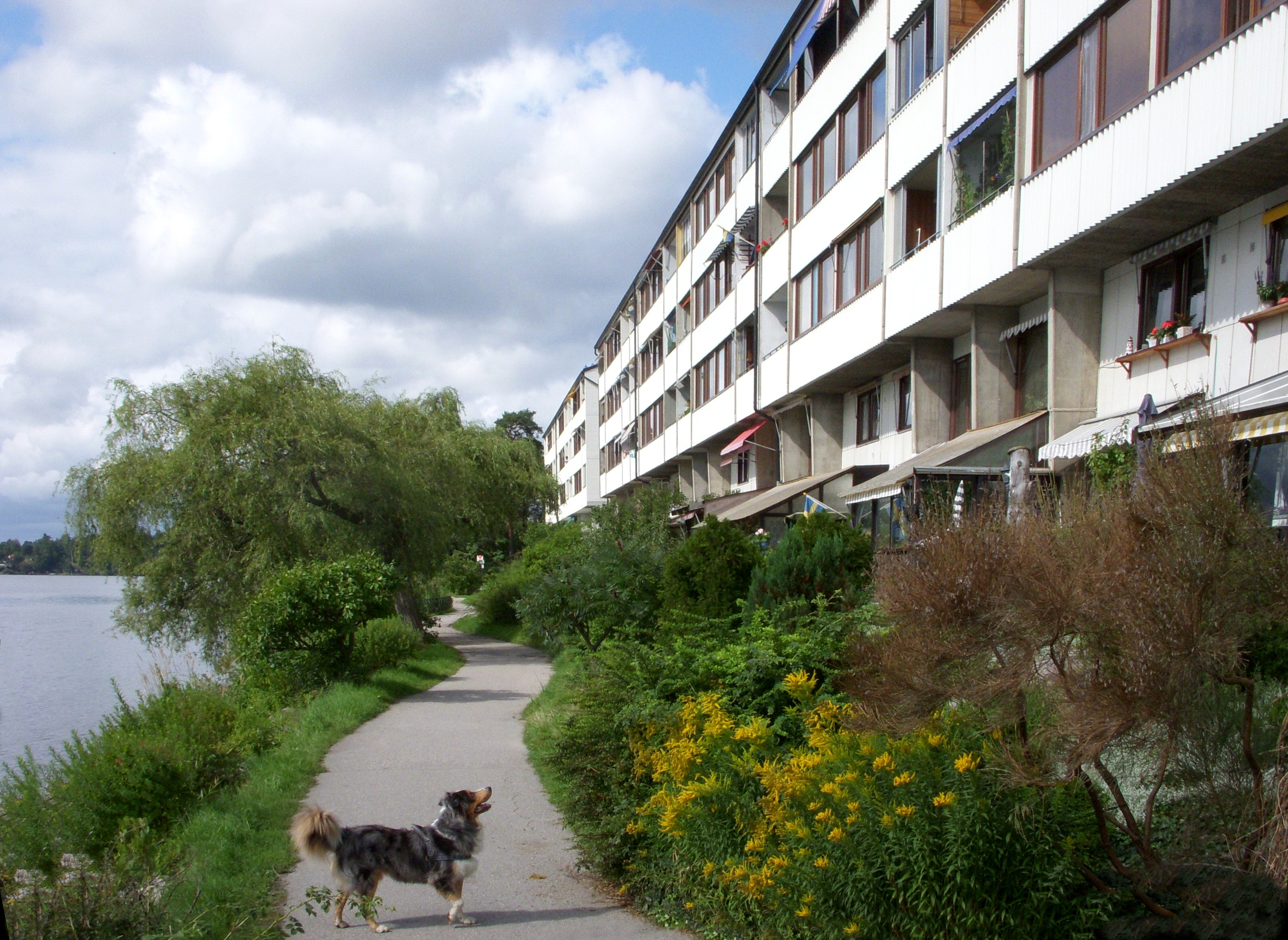
Hässelby Strandliden.
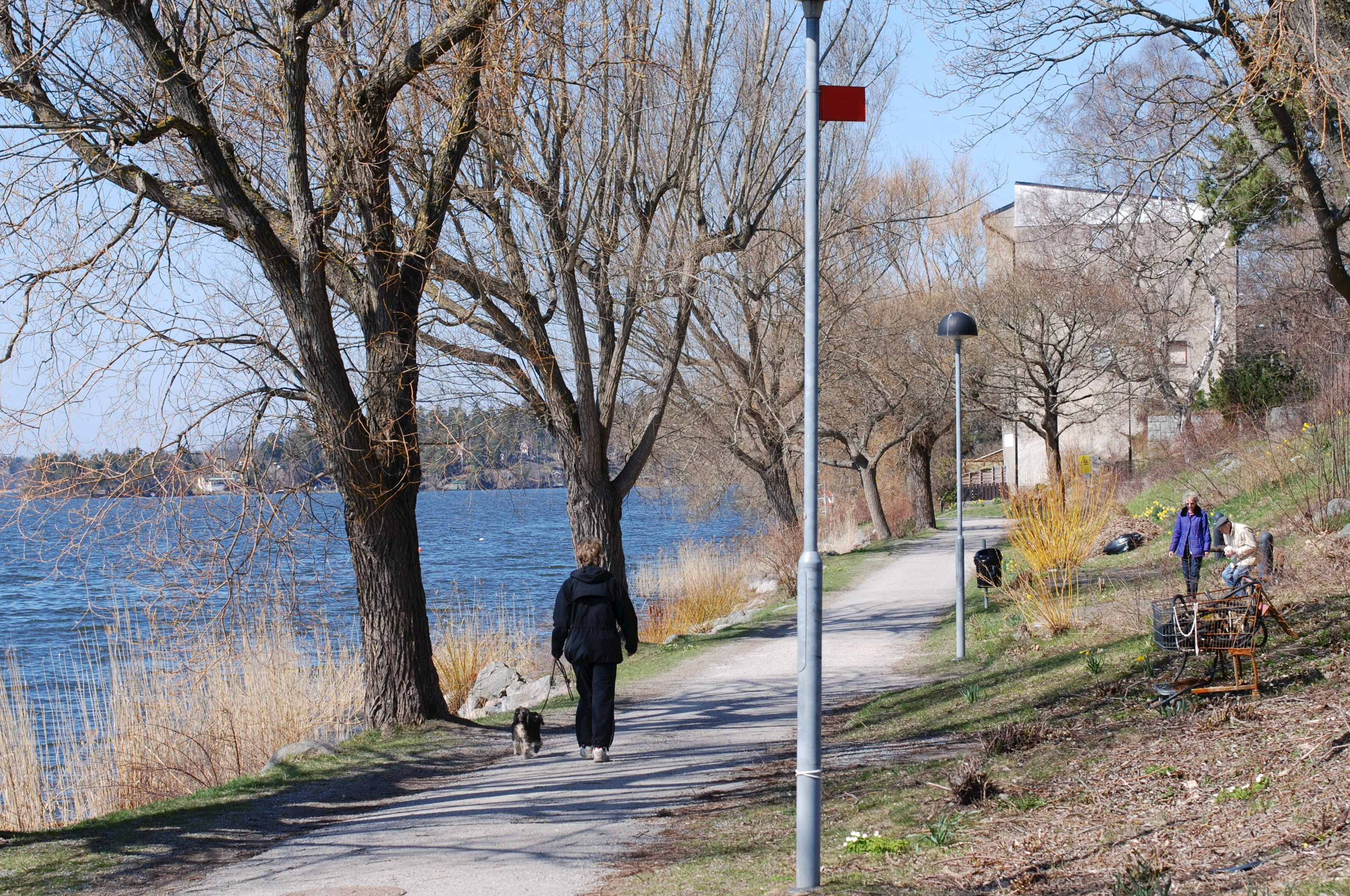
Promenade à Hasselby.
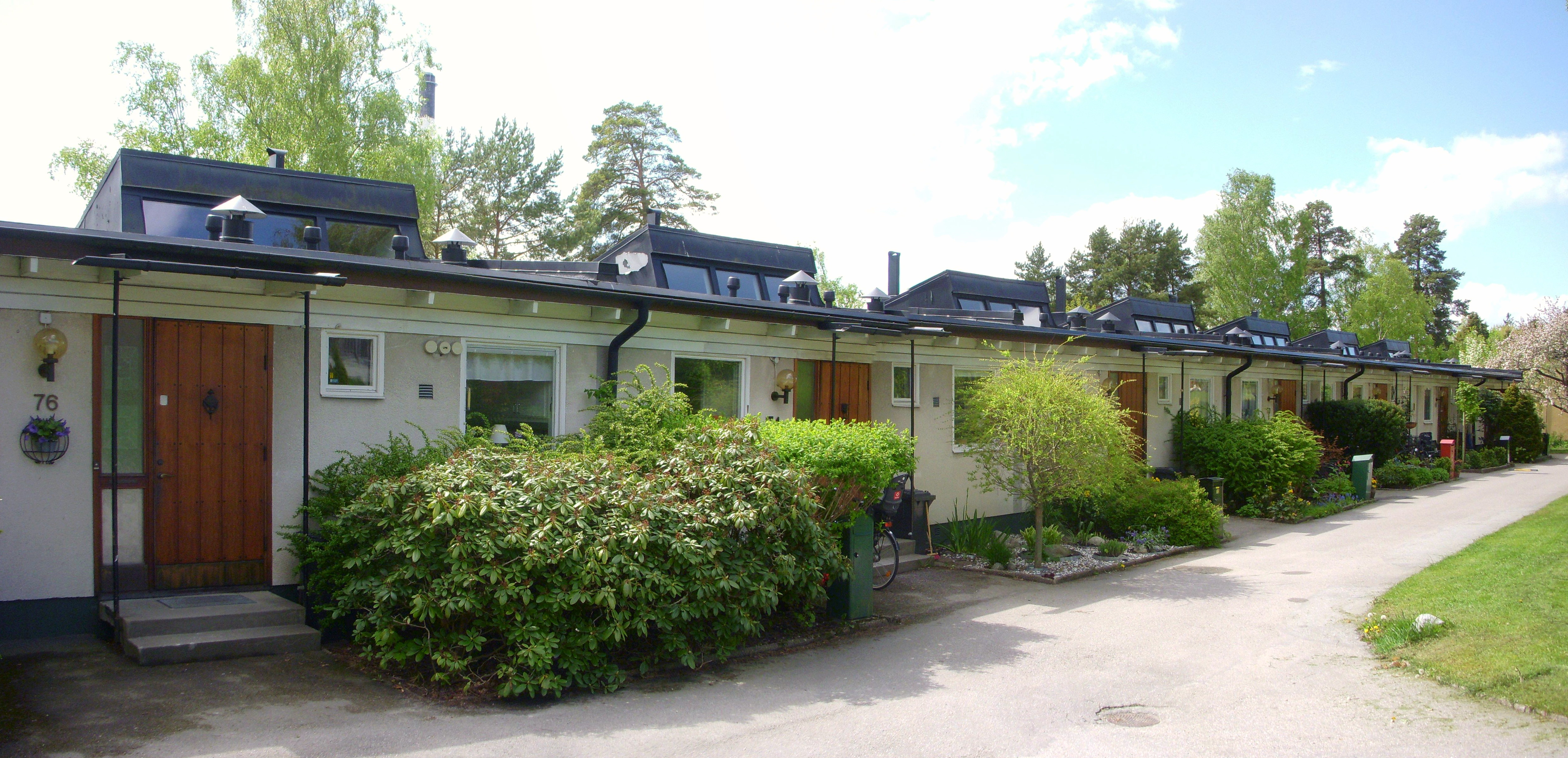
Fresia 5.
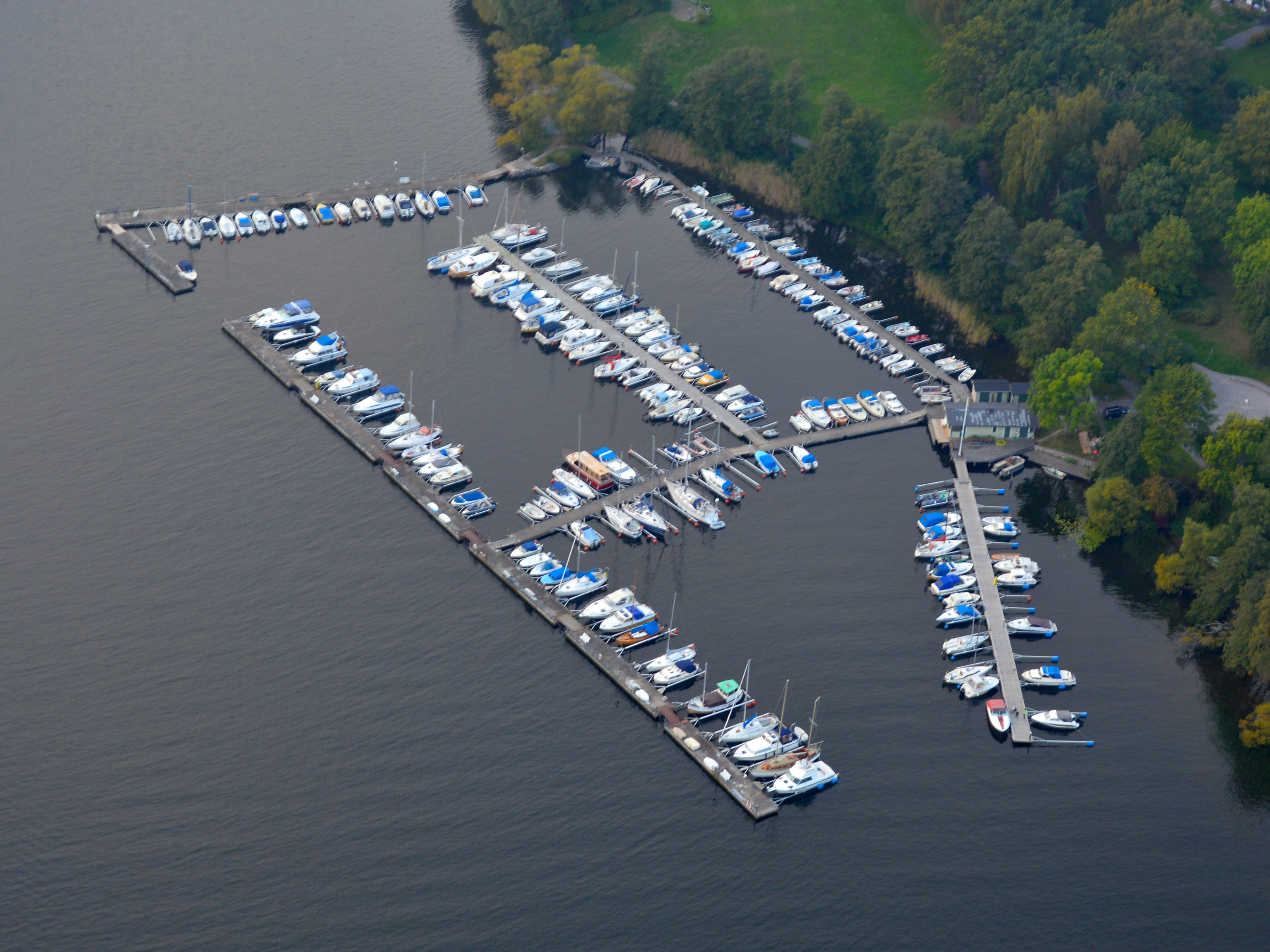
Marina de Maltesholm.